# Метревелі Слава Калістратович
Слава Калістратович Метревелі (груз. სლავა კალისტრატეს ძე მეტრეველი; 30 травня 1936, Сочі, Азово-Чорноморський край, РРФСР, СРСР — 7 січня 1998, Тбілісі, Грузія) — радянський і грузинський футболіст, нападник. Заслужений майстер спорту СРСР (1960). Заслужений тренер Грузинської РСР (1976).

## Біографія
Народився 30 травня 1936 року в місті Сочі, РРФСР. На початку кар'єри грав за юнацьку команду «Труд» (Адлер).
Працював тренером у «Динамо» (Тбілісі) (1976—1977). У Сочі на честь Слави Метревелі названий Центральний стадіон і відкрита пам'ятна дошка.

## Збірна
- За збірну СРСР зіграв 48 матчів і забив 11 голів.
- За олімпійську збірну СРСР футболіст зіграв 4 матчі і забив 1 гол.
- Зіграв в 1 неофіційному матчі за збірну СРСР.
- Перший матч за збірну СРСР провів 28 вересня 1958 року проти Угорщини, в якому збірна СРСР перемогла з рахунком 3:1.
- Останній матч за збірну СРСР провів 6 травня 1970 року проти Болгарії, який завершився нічиєю 0:0.
- Грав за збірну СРСР у чемпіонатах світу 1962 і 1966 років.
- Грав за збірну ФІФА в 1968 (проти Бразилії).

## Тренерська кар'єра
- Тренер «Динамо» (Тбілісі) (1976—1977)
- Головний тренер ФК «Діла» (Горі) (1978 — червень 1979)

## Досягнення
- Чемпіон СРСР 1960, 1964
- Володар Кубку СРСР 1960
- Чемпіон Європи: 1960  (автор першого голу у фіналі)
- Четверте місце на чемпіонаті світу 1966 року.  (забив гол в матчі за третє місце)
- Найкращий спортсмен Грузії (1964).
- Нагороджений орденом «Знак Пошани» (1966), орденом Честі (Грузія, 1996) .
- У списках найкращих гравців сезону (9): № 1 — 1958—1962, 1964, 1965, 1968; № 2 — 1957